# Jean Hagen
Jean Hagen (Chicago (Illinois), 3 augustus 1923 - Los Angeles (Californië), 29 augustus 1977) was een Amerikaanse actrice.

## Levensloop en carrière
Hagen werd geboren in Chicago als dochter van de Nederlandse immigrant Christian Verhagen en zijn uit Chicago afkomstige vrouw Marie. De familie verhuisde, toen Hagen 12 jaar oud was, naar Elkhart (Indiana), waar ze afstudeerde bij Elkhart High School. Ze studeerde drama bij Northwestern University, waar ze de kamergenote was van Patricia Neal. Ze studeerde bij Northwestern af in 1945. Ze werkte ook als een theaterbode.
Hagen debuteerde in Hollywood met de romantische komedie Adam's Rib (1949). Een jaar later speelde ze in Ambush (1950), Side Street (1950) en The Asphalt Jungle. Haar grootste rol speelde ze in 1952 naast Gene Kelly in Singin' in the Rain. Datzelfde jaar volgde een hoofdrol in Carbine Williams. In 1953 speelde ze opnieuw een rol naast Louis Calhern en Lana Turner in Latin Lovers. 
In de jaren 60 en 70 werd ze minder gevraagd voor rollen. Ze had nog enkele kleinere rollen in series en films. 
In 1977 overleed ze in Woodland Hills op 54-jarige leeftijd.

## Filmografie (ruime selectie)
- 1949 - Adam's Rib (George Cukor)
- 1950 - Ambush (Sam Wood)
- 1950 - Side Street (Anthony Mann)
- 1950 - The Asphalt Jungle (John Huston)
- 1950 - A Life of Her Own (George Cukor)
- 1952 - Singin' in the Rain (Gene Kelly en Stanley Donen)
- 1952 - Carbine Williams (Richard Thorpe)
- 1953 - Arena (Richard Fleischer)
- 1953 - Latin Lovers (Mervyn LeRoy)
- 1955 - The Big Knife (Robert Aldrich)
- 1962 - Panic in Year Zero! (Ray Milland)
- 1964 - Dead Ringer (Paul Henreid)

- Bibsys: 5002939
- Biblioteca Nacional de España: XX1295526
- Bibliothèque nationale de France: cb14038993k (data)
- Gemeinsame Normdatei: 141115459
- International Standard Name Identifier: 0000 0000 7778 1213
- Library of Congress Control Number: n85067139
- MusicBrainz: 16bfb8b7-994d-479b-8bf6-a7fb2c593a5f
- Nationale Bibliotheek van Tsjechië: xx0150531
- Nationale Bibliotheek van Israël: 987007332101405171
- Nederlandse Thesaurus van Auteursnamen: 073886793
- Istituto Centrale per il Catalogo Unico: RAVV306434
- SNAC: w6pc5zxd
- Système universitaire de documentation: 061133302
- Trove: 851608
- Virtual International Authority File: 61747401
- WorldCat: E39PBJv4kJXcDqFwvYdFYj8Bfq